# Латернс
Латернс (нім. Laterns) — містечко та громада округу Фельдкірх в землі Форарльберг, Австрія. Латернс лежить на висоті 921 м над рівнем моря і займає площу 43,79 км². Громада налічує 678 мешканців. Густота населення 15/км².  
Округ Фельдкірх лежить на самому заході Австрії, на кордонах із Швейцарією та Ліхтенштейном. Це високорірний альпійський регіон. Населення округу, як і всього Форальбергу, розмовляє алеманським діалектом німецької мови, а тому ближче до швейцарців, ніж до населення більшої частини Австрії, яке розмовляє баварсько-австрійським діалектом. Округ, основною індустрією якого є туризм, має розвинуту мережу сполучення, численні гірськолижні траси й спортивні курорти з готелями та іншою інфраструктурою. 
|                                  |
| Латернс на мапі округу та землі. |

Адреса управління громади: Laternserstraße 6, 6830 Laterns. 
У громаді є дитячий садок. 2003 року тут був 31 школяр.

## Демографія
Історична динаміка населення міста за даними сайту Statistik Austria